# Amhara (regija)
Amhara (አማራ) je jedna od devet etničkih regija (kililoch) Etiopije, u kojoj se nalazi skupina amharskog naroda. Nekoć se zvala Regija 3, a glavni grad joj je Bahir Dar. 
Najveća vodena površina Etiopije, Jezero Tana, nalazi se u Amhari, isto kao i Nacionalni park Semien, koji uključuje najviši vrh Etiopije, Ras Dashan. 
Tijekom feudalnog (srednjovjekovnog) razdoblja etiopske povijesti, Amhara je bila podijeljena u nekoliko pokrajina (kao Gondar, Godžam, Bedžemder i Lasta), većinom kojih su vladali domaći rasovi ili neguši. Regija Amhara je godine 1995. zauzimala veći dio bivših pokrajina Bedžemder, Godžam i Volo.

## Stanovništvo
Prema procjenama etiopske Središnje statističke agencije objavljenim 2005. godine, Amhara je imala 19,120.005 stanovnika, od čega 9,555.001 muškaraca i 9,565.004 žena. 16,925.000 ili 88,5% stanovnika je bilo u ruralnim, a 2,195.000 ili 11,5% u urbanim područjima. S procijenjenom površinom od 159.173,66 četvornih kilometara, ova regija je imala gustoću od 120,12 stanovnika po kvadratnom kilometru.
Te se procjene temelje na popisu iz 1994. godine, tijekom koga je utvrđeno da regija ima 13,834.297 stanovnika, od čega 6,947.546 muškaraca i 6,886.751 žena. Urbanih stanovnika države je bilo 1,265.315 dok je ruralnih stanovnika bilo 12,568.982 (otprilike 90 % ukupšnog stanovništva). Od ukupnog stanovništva države, 81,5 % bili su sljedbenici Etiopske pravoslavne tevahedo crkve, 18,1 % muslimani, a 0,1 % protestanti. Većina stanovnika su Amharci, kojih ima 91,2 %; ostale grupe su; Oromci (3 %), Agaj /Avi (2,7 %), Kemant (1,2 %) i Agaj /Kamir (1 %).

## Poljoprivreda
Središnje statističke agencije Etiopije je 2005. godine procijenila da seljaci Amhare imaju 9,694.800 goveda (odnosno 25 % ukupnog broja goveda u Etiopiji), 6,390.800 ovaca (36,7 %), 4,101.770 koza (31,6 %), 257.320 konja (17 %), 8,900 mazgi (6 %), 1,400.030 magaraca (55,9 %), 14.270 deva (3,12 %), 8,442.240 peradi svih vrsta (27,3 %) i 919.450 košnica (21,1 %).

## Predsjednici Izvršnog odbora
- Adisu Legese (Amharski nacionalni demokratski pokret) 1992. - listopada 2000.
- Yoseph Reta (r. 1956) (Amharski nacionalni demokratski pokret) listopad 2000. -  5. listopada 2005.
- Ayalew Gobeze (Amharski nacionalni demokratski pokret) 5. listopada 2005. - danas

(Popis se temelji na informacijama s Worldstatesmen.org.)

## Zone
- Agaj Avi
- Bahir Dar (posebna zona)
- Južni Gondar
- Južni Volo
- Zapadni Godžam
- Istočni Godžam
- Oromia
- Sjeverni Gondar
- Sjeverna Šoa
- Sjeverni Volo
- Vag Hemra

## V. također
- Popis woreda u Amharskoj regiji

## Bilješka
1. ↑  CSA 2005 National Statistics  Arhivirana inačica izvorne stranice od 13. kolovoza 2007. (Wayback Machine), Table B.3.
2. ↑  CSA 2005 National Statistics, Tables D.5 and D.7.

## Vanjske poveznice
- FDRE States: Basic Information - Amhara
- Africa Guide: Amhara
- Map of Amhara Region at UN-OCHA (PDF file)
- Map of Amhara Region at DPPA of Ethiopia (PDF file)